# Argyreia crispa
Argyreia crispa är en vindeväxtart som beskrevs av Van Ooststr. Argyreia crispa ingår i släktet Argyreia och familjen vindeväxter. Inga underarter finns listade i Catalogue of Life.